# 中国人
中国人（ちゅうごくじん）とは、東アジアに存在する地域としての中華圏、またはそれに根ざした国家、民族などにまつわる多数の意味を持つ広範な概念上の呼称であり、さまざまな場所、あるいは立場上により全て異なる概念になることがある。

## 定義

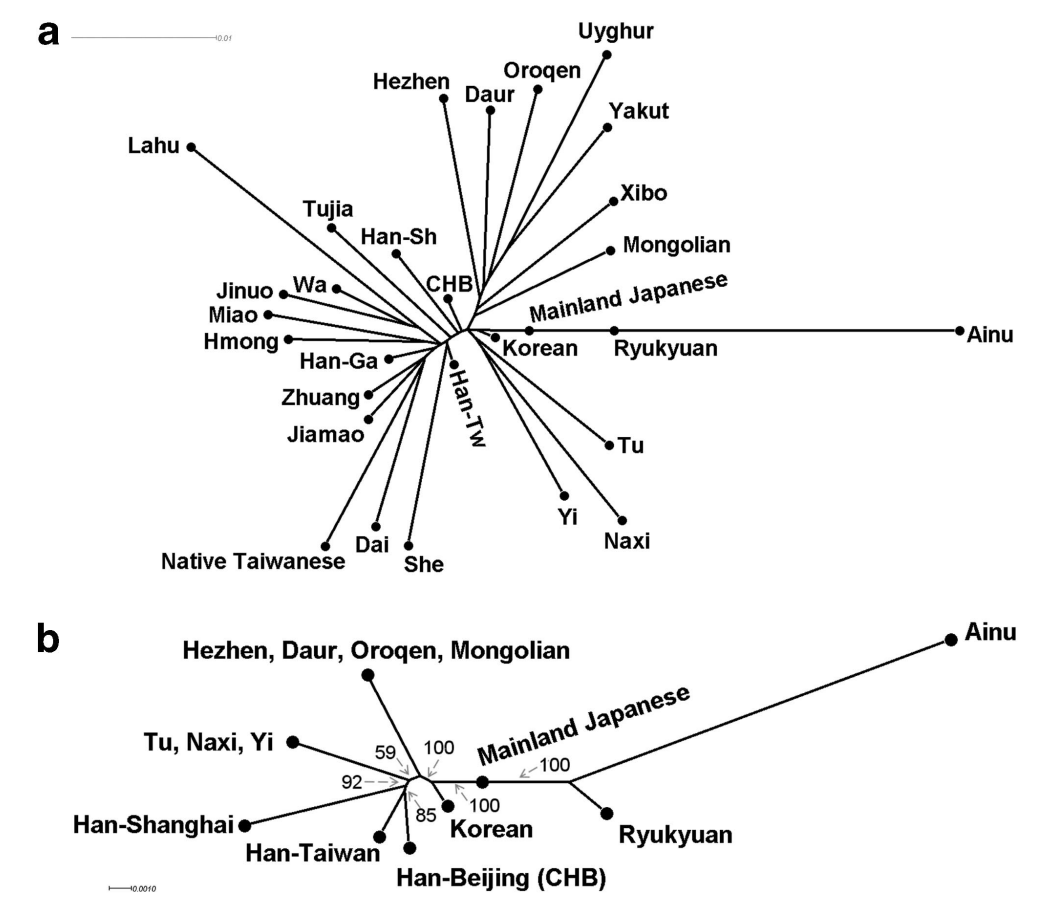
異なる地域の漢民族、中国の少数民族、本土日本人 (Mainland Japanese)、琉球人 (Ryukyuan)、アイヌ人 (Ainu)とヤクート人（サハ人）の系統樹。

- 地理的概念による中国人：中国において出生、または居住する人間。
- 民族的概念による中国人：主に中華民族の血統の人間、即ち漢民族及びその他の少数民族（例えば満洲族、モンゴル族、朝鮮族など）を含む。
- 宗族的概念による中国人：「華人」あるいは「華裔」（中華民族の血筋を持つ人、その割合がいくらであろうと、何世代か前に中国人が祖先）を指し、中国国籍を持たないものも含む。
- 国籍あるいは法律的概念による中国人：中華人民共和国（香港、マカオを含む）と中華民国（台湾）はともに中国を自称し、一般にどちらの国籍を持つ人でも法律上は全て中国人と認められ、また自称することができる。この意味では自治区などに在住する少数民族（チベット族やウイグル族など）も中国人ということになるが、歴史的経緯から中国人と呼ばれることに抵抗を持つ人も少なくない。また、中華民国が実効支配する台湾地区の住民には、自分を中国人であると考えず、台湾人と考える人が増えつつある。
- 政治的立場による中国人：
  - 一つの中国あるいは一中各表（中国語版）、二つの中国の理念によれば、中華人民共和国及び中華民国のいかなる人間も全て中国人である。
  - 一辺一国あるいは特殊両国論、台湾独立派の理念によれば、台湾（「中華民国」を国号とする）の住民は中国人ではなく台湾人である。このように、中国人と規定されることを拒否する台湾住民も存在する。

## 概要
現在、政治的な観点から、中国人は主要民族である漢民族と55の少数民族から構成されている。全ての中国国民が国家に対して抱いているアイデンティティーを表現する場合は「中華民族」という言葉が使用される。漢民族が人口の98%を占めるが、北魏の鮮卑族の支配を始め異民族の支配が非常に長かったため、現在の漢民族は混血している。また、清国の時はどの族にも含まれていなかった奴農民の人口が80％であったが中華人民共和国の建国により漢民族に編入されて漢民族の人口が多数である。
中国史学者の朴漢濟（ソウル大学）は、中国の人口は公式統計では13億人であるが、実際は17億人であり、世界人口（約70億人）の4人に1人が中国人であると指摘している。一方、ウィスコンシン大学の易富賢は、2018年から中国の人口は減少し始め、2020年時点で12億8000万人ほどであり、1億3000万人の水増しがあるという研究を発表している。
宮脇淳子は、匈奴・鮮卑・羯・氐・羌の五つの遊牧民が十六の王国を建てた五胡十六国時代、鮮卑が北魏を建国して華北を統一し、五胡十六国時代を終わらせるなど中国では支配者は必ずといっていいほど、多くは北アジアのよそから来る。それに対して支配される人間はだいたい中国の土地に留まっている農民たちであり、中国の地を支配する人間と支配される人間が異なるにもかかわらず、一緒くたにして「中国人」と考えてしまうと混乱をきたす、と指摘している。

## 中国人移民
中国人は古から世界各地への移民を繰り返しており、主要な各都市では中華街が形成されている。現代では北米や豪州への移民が顕著であり、現地でのロビー活動によって中華人民共和国および中華民国の国際的な影響力を高めている。

## 遺伝子
『中国人(漢民族)のY染色体ハプログループ』
中国人(漢民族)の割合が0.1%以上の主要な26系統を集計
C1b(F1370)0.14%、
C2a(L1373)0.9%、
C2b1(F2613)8.3%、
C2b2(CTS4660)0.29%、
D1a1a1a(N1)1.4%、
D1a1a1b(F1070)0.5%、
D1a1b(P47)0.2%、
J1(L255)0.11%、
J2(M172)0.31%、
N1a(F1206)2.9%、
N1b(F2930)3.8%、
O1a(M119)11.3%、
O1b1a1(PK4)6.4%、
O1b1a2(Page59)3.3%、
O1b2(P49)0.5%、
O2a1a(F1876)2.6%、
O2a1b(IMS-JST002611)15.0%、
O2a2a(M188)4.8%、
O2a2b1a1(M117)16.7%、
O2a2b1a2(F114)12.1%、
O2a2b2(F3223)3.1%、
O2b(F742)1.3%、
Q1a1a1(M120)2.4%、
Q1a2(M346)0.14%、
R1a1(M459)0.6%、
R1b1(L278)0.22%、